# 92.ª Divisão de Infantaria (Alemanha)

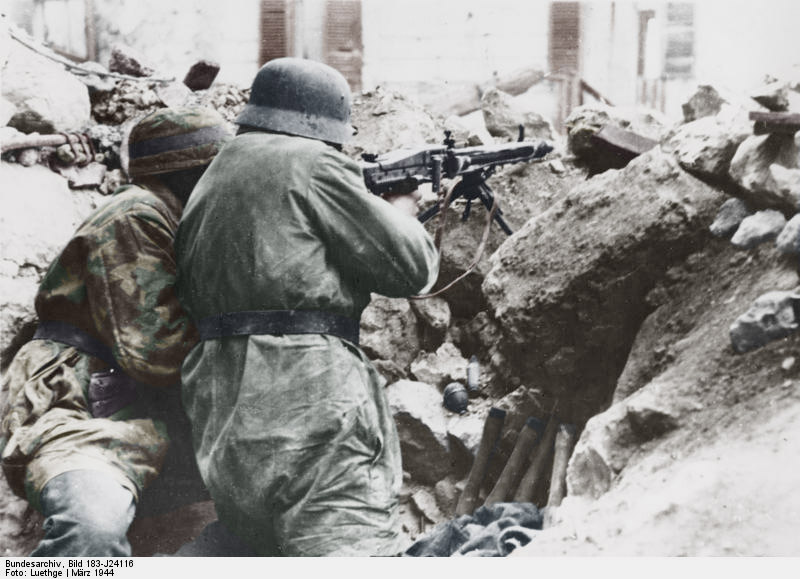
A 92ª Divisão de Infantaria distinguiu-se com bravura durante o conflito em Monte Cassino, no decorrer da campanha militar conhecida como "Operação Coroa"

A 92ª Divisão de Infantaria (em alemão:92. Infanterie-Division) foi uma unidade militar que serviu no Exército alemão durante a Segunda Guerra Mundial.

## Comandantes
| Comandante                                  | Data                                           |
| ------------------------------------------- | ---------------------------------------------- |
| Oberst Freiherr de la Salle von Louisenthal | ? de janeiro de 1944 - 10 de fevereiro de 1944 |
| Generalleutnant Werner Göritz               | 10 de fevereiro de 1944 - 9 de junho de 1944   |

## Área de operações
| Itália | janeiro de 1944 - junho de 1944 |